# アフリキヤ航空771便墜落事故
アフリキヤ771便墜落事故（アフリキヤこうくう771びんついらくじこ）は、2010年5月12日、ヨハネスブルク発トリポリ行きのアフリキヤ航空771便がトリポリ国際空港への着陸に失敗し墜落した事故である。

## 概要
771便はエアバスA330-202（機体記号5A-ONG）によって運行されていた。当該機は乗員11名（パイロット3名、客室乗務員8名）・乗客93名を乗せてヨハネスブルクからトリポリに向かっていたが、現地時間2010年5月12日の朝、トリポリ国際空港への着陸に失敗した。搭乗していた104名のうち、オランダ国籍の9歳の男児1人を除く103人が死亡した。
ヨハネスブルグを離陸してからトリポリ国際空港にアプローチするまでの飛行に問題はなかった。5時58分にトリポリ国際空港の管制塔と交信し、着陸態勢に入った。6時に高度1,000フィート (300 m)で空港手前のビーコンを通過したが、指定された通過高度より200フィート (61 m)低かった。機長は管制塔に滑走路が見えたら報告すると連絡した。771便は最低降下高度620フィートを割り込んで降下したがパイロットにはまだ滑走路が見えていなかった。高度280フィート (85 m)で地上接近警報が作動したため着陸復行を開始した。しかし高度450フィート (140 m)まで上昇したところで急降下し、機体は滑走路の900メートル手前で地面に激突した。
事故機の5A-ONG号機は2009年9月に引き渡されたばかりだった。

## 原因
2013年2月28日にリビアの調査委員会が最終報告書を発表した。報告書によると原因はパイロットエラーだった。
着陸復行を開始した時、機長は機首を12度上げて離陸推力で上昇を開始した。しかし副操縦士は機首が上がりすぎていると判断し機首上げを3度にするためにサイドスティックを押して機首を下げようとした。その結果パイロット二人が同時にサイドスティックを操作することになり、操縦が混乱してしまった。そこで今度は機長がサイドスティックを押して降下させようとし、副操縦士はサイドスティックを引いたが、機長はサイドスティックについている操縦を優先するプライオリティボタンを押したため機長の操縦が優先される状態になった。すでに地上が迫っており、パイロットは二人とも急上昇させようとしたが、2秒後に地面に激突した。
2010年4月28日にも同じクルー、機体でトリポリに着陸しようとしたとき同じように不安定な飛行をしていたが、教訓とはならなかった。
機長が機首を下げようとした理由としては、視界がない中で加速し機首を上げたことで転倒錯覚に陥ったためではないかと推測されている。また機長は自分が操縦すると口頭で副操縦士に伝えなかったためにこのような混乱を招いた。